# Balantidium coli
A Balantidium coli a csillósok (Ciliophora) törzsének Litostomatea osztályának tagja. Testét egyenletes eloszlású csillóbunda borítja. Gyakran megtalálható sertések vakbelében és vastagbelében. Az emberben balantidiázist okoz. Ez az egyetlen ismert csillós patogén.

## Szerkezete

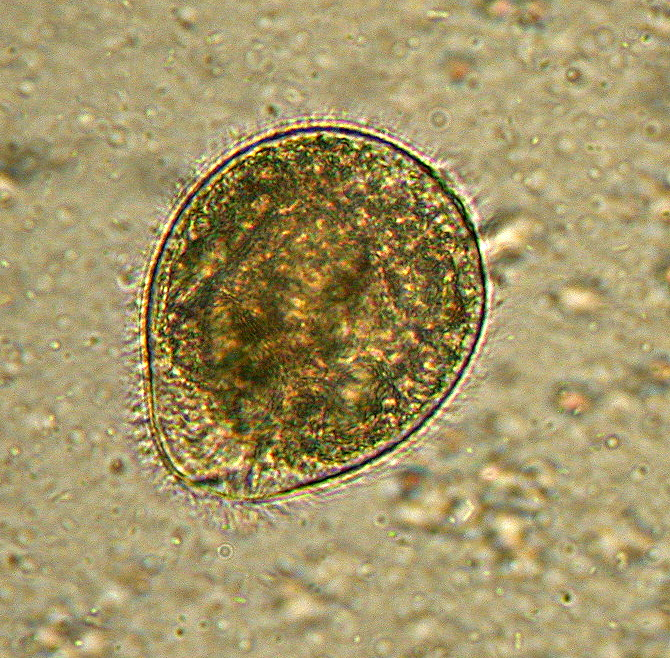
Balantidium coli székletben. Az élőlény körül csillók vannak.

A Balantidium coli fejlődése két szakaszból áll, egy trofozoita és egy cisztaszakaszból. Előbbiben látható a két mag. A nagy mag hosszú, virsliszerű, a gömbölyű kis mag mellette van, és gyakran a nagy mag elrejti. A perisztóma a sejtszáj felé vezet. A ciszták kisebbek a trofozoitáknál, és 1 vagy 2 rétegű nehéz, kemény cisztafaluk van. Gyakran csak a makronukleusz, a csillók és a kontraktilis vakuólumok láthatók a cisztában, azonban mindkét mag jelen van, mert a cisztában nem történik magosztódás. Az élő trofozoiták sárgák vagy zöldek.

## Terjedés
A Balantidium az embert fertőző egyetlen ismert csillós. A balantidiázis zoonózis, mely gazdájától, a házi sertéstől terjed, ahol tünetmentes, feko-orális úton. A szennyezett víz a leggyakoribb terjedési mód.

## Szerepe a betegségben
A Balantidium coli az ember, sertés, patkány és más emlősök vak- és vastagbelében él. Nem könnyen megy át egy fajról egy másikra, mert az új gazda szimbiontáihoz kell igazodnia. Ezután komoly patogén lehet, különösen emberben. A trofozoiták osztódnak és cisztává alakulnak a széklet dehidratációjától.
A fertőzés a ciszták bevitelekor történik, általában szennyezett vízzel vagy étellel. A B. coli-fertőzés erős immunrendszerű emberekben se ismeretlen, de ritkán okoz súlyos emésztőrendszeri betegséget. A közte és a gazda közt lévő egyensúly fennállása alatt megélhet a bélrendszerben dizentéria okozása nélkül. A fertőzés a helytelenül táplálkozó emberekben a gyomor alacsony savassága miatt vagy legyengült immunrendszerű emberekben gyakoribb. Akut fertőzés esetén explozív hasmenés történhet akár 20 percenként. A vastagbél perforációja akut fertőzés esetén is bekövetkezhet, életveszélyt okozva.

## Élete

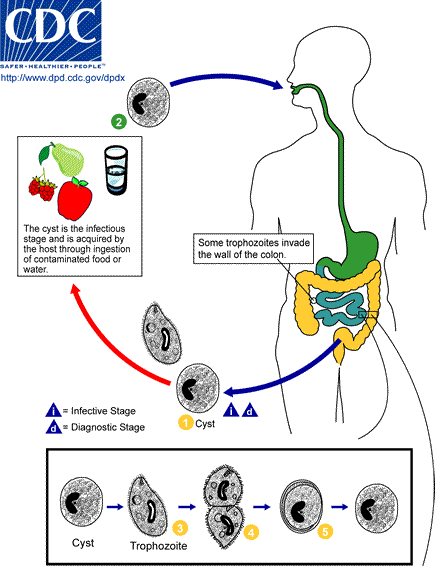
Balantidium coli élete

A fertőzés akkor következik be, ha a gazda cisztát visz be, általában szennyezett víz vagy étel bevitelével. Az első ciszta bevitelekor az áthalad a gazda emésztőrendszerén. Bár a ciszta a gyomor savas környezete általi bomlástól kissé védett, lehetővé téve, hogy a helytelenül táplálkozó élőlények gyomrában, ahol kevesebb a sav, könnyebben túléljen, 5 alatti pH esetén könnyen lebomlik. A ciszta a vékonybél elérésekor trofozoitákat termel. Ezek a vastagbélbe kerülnek, ahol a lumenben élnek, és a bélflórából táplálkoznak. Egyes trofozoiták a vastagbél falát proteázokkal és osztódással támadják, és egyesek visszatérnek a lumenbe. Itt a trofozoiták lebomolhatnak vagy cisztát képezhetnek. A cisztaképzést a béltartalom dehidratációja okozza, és általában a disztális vastagbélben történik, de történhet a gazdaszervezeten kívül a székletben is. Így ciszták kerülnek a környezetbe, ahol újabb gazdát fertőzhetnek.

## Epidemiológia
A humán balantidiázis a Fülöp-szigeteken gyakori, de bárhol bekövetkezhet, különösen sertésekkel közeli érintkezésben lévők közt. A fertőzés ritka, és a népesség kevesebb mint 1%-ában fordul elő. A betegség különösen fejlődő országokban jelent problémát, ahol a vízforrásokat sertés- vagy emberi széklet szennyezheti.

## Fordítás
Ez a szócikk részben vagy egészben  a   Balantidium coli című angol Wikipédia-szócikk ezen változatának fordításán alapul.  Az eredeti cikk szerkesztőit annak laptörténete sorolja fel. Ez a jelzés csupán a megfogalmazás eredetét és a szerzői jogokat jelzi, nem szolgál a cikkben szereplő információk forrásmegjelöléseként.